# Pla del Castell (l'Estany)

El Pla del Castell respecte del terme de Castellcir

El Pla del Castell és un antic pla agrícola transformat en jardí residencial del terme municipal de l'Estany, a la comarca del Moianès.
Està situat al costat nord de la masia del Castell, en el sector nord-occidental del terme de l'Estany. És el lloc on conflueixen la Serra del Castell i la Carena del Castell, molt a prop del termenal amb Santa Maria d'Oló, en terres del poble rural de Sant Feliuet de Terrassola.